# Едроплоден кипарис
Едроплодният кипарис (Cupressus macrocarpa) е вид иглолистно растение от семейство Кипарисови (Cupressaceae).

## Разпространение
Първоначално са разпространени по средната част от крайбрежието на щата Калифорния, където днес са останали две малки реликтни популации. Отглеждат се в много части на света, главно като декоративни дървета.